# The Day Has Come
The Day Has Come é o primeiro álbum da cantora estadunidense Cheyenne Kimball. O álbum teve 2 singles, "Hanging On" e "One Original Thing". O álbum foi lançado no dia 11 de julho de 2006 nos Estados Unidos.

## Lista de músicas
1. "Intro" (Head, Kimball) – 0:51
2. "I Want To" (DioGuardi, Kimball, Wells) – 3:36
3. "Hanging On" (Kimball, Kreviazuk, Maida) – 4:09
4. "One Original Thing" (Kimball, Mann) – 3:32
5. "The Day Has Come" (Cutler, Kimball, Preven) – 3:21
6. "Four Walls" (Cutler, Kimball, Preven) – 3:28
7. "Hello Goodbye" (DioGuardi, Kimball, Wells) – 2:40
8. "Good Go Bad" (Kimball, Smith, Thorne) – 3:38
9. "Everything to Lose" (Kimball, Smith, Thorne) – 3:41
10. "Breaking Your Heart" (Kimball, McGee, Rich ) – 4:00
11. "Mr. Beautiful" (Kimball, Kreviazuk, Maida) – 2:58
12. "Didn't I" (Griffin, Kimball) – 3:46
13. "Full Circle" (Kimball, Mann) – 2:53
14. "Too Good for You" [Target Bonus Track] – 3:27
15. "Wonderful" (featuring Josh Hoge)(Kimball/Josh Hoge)  [Target Bonus Track] – 3:18